# Euoplos similaris
Espèce
Synonymes
- Arbanitis similaris Rainbow & Pulleine, 1918

Euoplos similaris est une espèce d'araignées mygalomorphes de la famille des Idiopidae.

## Distribution
Cette espèce est endémique du Queensland en Australie. Elle se rencontre vers Brisbane au nord de la Brisbane River.

## Description
La carapace de la femelle holotype mesure 8,7 mm de long sur 7,2 mm et l'abdomen 10,7 mm de long sur 7,2 mm.
Le mâle décrit par Wilson et Rix en 2021 mesure 22,05 mm.

## Systématique et taxinomie
Cette espèce a été décrite sous le protonyme Arbanitis similaris par Rainbow et Pulleine en 1918. Elle est placée dans le genre Euoplos par Raven et Wishart en 2006.

## Publication originale
- Rainbow & Pulleine, 1918 : « Australian trap-door spiders. » Records of the Australian Museum, vol. 12, p. 81-169 (texte intégral).